# Эрлих, Симха
Симха Эрлих (ивр. שמחה ארליך‎; 1915 — 19 июня 1983) — израильский политический деятель, лидер Либеральной партии и министр финансов в правительстве Менахема Бегина, известен своими попытками либерализации израильской экономики.

## Биография
Эрлих родился в 1915 году в Люблине и был членом молодёжной секции Партии общих сионистов. Иммигрировал в подмандатную Палестину в 1938 году и работал фермером в Нес-Циона. Учился оптике и основал фабрику по производству объективов. В 1955 году он был избран в Тель-Авив городской совет и стал членом Либеральной партии. В 1969 году он ушел из городского совета и был избран в Кнессет по списку партии ГАХАЛ (ГАХАЛ образована в результате коалиции между Либеральной партией и Херут). В 1976 году был избран председателем Либеральной партии.
После выборов 1977 года был назначен министром финансов и заместителем премьер-министра. В качестве министра финансов он пытался провести экономические реформы в Израиле, отменив валютные правила и налог на путешествия, а также снизив цены на импортные товары. Вскоре выяснилось, что израильская экономика не была готова к столь резким переменам, что привело к как ухудшению платежного баланса, увеличению массы импортных товаров и резкому росту инфляции. Из-за этого Эрлих был вынужден уйти в отставку как министр финансов, но остался заместителем премьер-министра и курировал развитие Галилеи, в арабском секторе и повторного поглощения эмигрантов.
После выборов 1981 года Эрлих был назначен министром сельского хозяйства и остался заместителем премьер-министра. Умер в 1983 году.